# Eberhard von Plato
Eberhard von Plato (* 1867; † 1941) war ein deutscher Rittergutsbesitzer und Unternehmer.

## Leben
Plato war ein Rittergutsbesitzer auf dem Obergut Grabow bei Lüchow und Herzoglich cumberländischer Kammerherr. Die Ernennung zum Kammerherrn war im Jahre 1908 durch seine königliche Hoheit, den Herzog von Cumberland, erfolgt.
Im Jahre 1900 hatte von Plato mit einer Arbeit über den ''Einfluss von Chilesalpeter, Kainit und 40procentigem Kalisalz auf das Wachstum der Kartoffeln in schwerem Lehmboden'' promoviert.
Zudem war er Vorsitzender des Vorstandes der Wassergenossenschaft der Jeetzelniederung zu Lüchow.
Des Weiteren war er ab 1920 stellvertretender Geschäftsführer der Kleinbahn Lüchow-Schmarsau. 1934 gehörte er zu den Liquidatoren der Elektrizitätsgenossenschaft Plate-Müggenburg-Gollau-Lüsen.
Zudem amtierte er als Landschaftsrat.
Plato verstarb 1941.

## Familie
Eberhard von Plato entstammte dem Adelsgeschlecht von Plato. Sein Vater, der königlich-hannoveranische Hauptmann Adolf von Plato (1828–1873), war ein Cousin des königlich-württembergischen Kammerherrn und Hofmarschalls Detlev von Plato. Eberhard von Plato war mit Charlotte von Plato (1879–1967) aus dem mecklenburgischen Uradelsgeschlecht der Grafen von Bernstorff verheiratet, einer Tochter von Berthold von Bernstorff. Eines ihrer Kinder war der Bundeswehr-Generalleutnant Anton Detlev von Plato (1910–2001).

## Auszeichnungen (Auswahl)
- Königlicher Kronenorden 3. Klasse[8]
- Kommandeurkreuz zweiten Grades des Königlich Dänischen Danebrogordens[9]

## Veröffentlichungen (Auswahl)
- Einfluss von Chilesalpeter, Kainit und 40procentigem Kalisalz auf das Wachstum der Kartoffeln in schwerem Lehmboden, Lüchow 1900.